# Saurí
Saurí, també escrit i majoritàriament pronunciat pels seus habitants com a Seurí, és un poble del terme municipal de Sort, a la comarca del Pallars Sobirà. Fins al 1976 formà part del terme de Llessui.
Saurí és al fons de la Vall d'Àssua, al nord del seu actual cap de municipi, Sort, i a prop a migdia de Llessui, en el mateix coster i uns 200 metres més avall. És a l'esquerra del Barranc de Pamano. També és a prop, a ponent, del poble de Bernui.

## Etimologia
Joan Coromines atribueix l'origen del topònim Seurí a un nom personal occità, Seuerí o Saverí, procedent de Sabirikus o Sabarikus, nom propi utilitzat a l'edat mitjana, com el trobador gascó Savaric de Mauleon.
Saurí, també pot venir directament del grec, que significa salamandra o sargantana. La població reivindica, tanmateix, la forma pròpia Seurí, que és la més adaptada a la pronúncia i que té estudis toponímics que la ratifiquen. El 2024 l'Ajuntament de Sort n'aprovà la possibilitat de canvi i traslladà la proposta de Seurí a la comissió toponímica de la Generalitat de Catalunya.

## Geografia

### El poble de Saurí
El poble està situat en un replà del coster de l'esquerra del Pamano. La trentena de cases que hi ha formen una massa bastant compacta, esglaonada en els 50 metres de desnivell existents entre les cases més altes i les més baixes. L'església de Sant Víctor i el cementiri són a l'extrem nord-oest del poble.

## Cases del poble[3]
| - Casa Bellera - Casa Bernat - Casa Bolunya - Casa Sília - Casa Francesca | - Casa Galta - Casa Guineu - Casa Guineuet - Casa Joanet - Casa Font | - Casa Llacai - Casa Marieta - Casa Masover - Casa Morera - Casa Negre - Casa Peret - Casa Perramon | - Casa Pessa - Casa Pessó - Casa Recaptó - La Rectoria - Casa Samion | - Casa Sastre - Casa Tapiró - Casa Teira - Casa Tonya - Casa Vicent - Casa Vidal |

## Història

### Edat moderna
En el fogatge del 1553, Seuri declara 16 focs laics i un d'eclesiàstic (uns 85 habitants).

### Edat contemporània
Pascual Madoz dedica un article del seu Diccionario geográfico... a Seurí i Menaurí, conjuntament. S'hi pot llegir que són una localitat agregada a Llessui, situada als peus d'una muntanya molt alta, denominada de Llessui, prop d'un rierol. El clima és fred, combatut per tots els vents, propens a inflamacions i pulmonies. Consta de 13 cases, una font, l'església de Sant Víctor i l'annex de Meneurí, que és una masia. L'església està servida per un rector diocesà i un beneficiat de sang (originari del poble). El territori és muntanyós, pedregós i fluix, cobert de boscos i matolls cap al sud i oest, on només es produeixen pastures. S'hi produïa sègol, patates, mongetes i fenc. S'hi crien vaques i ovelles, s'hi cacen llebres i perdius i s'hi pesquen truites. La població era de 9 veïns (caps de casa) i 97 ànimes (habitants).
Durant el 2017 l'església de Sant Víctor va ser pintada amb uns frescos d'art modern pel conegut artista català instal·lat a Nova York, Santi Moix. Destaca per les seves formes biòtiques, simbòliques i detallistes alhora. Els colors són vius i és una bellíssima simfonia que omple d'optimisme còsmic les petites capelles. La naturalesa amb tota la seva esplendor ha entrat en les parets d'aquesta petita església per cantar com Sant Francesc d'Assís i tots els poetes la glòria del Senyor. El cant de Santi Moix i el seu equip en són una mostra excel·lent.
Aquesta obra que és única a les esglésies romàniques del Pirineu i probablement de les poques que es coneixen al món. Es pot visitar en horaris restringits i visita guiada. Un reclam cultural més que ens ofereixen els pobles de la zona complementari a tot el que són esports a l'aire lliure i natura.

## Demografia
| 1970 | 1981 | 2000 | 2002 | 2004 | 2006 | 2008 | 2010 | 2011 | 2014 | 2016 |
| ---- | ---- | ---- | ---- | ---- | ---- | ---- | ---- | ---- | ---- | ---- |
| 34   | 28   | 20   | 22   | 21   | 20   | 21   | 21   | 20   | 22   | 16   |